# ブックジャム
株式会社ブックジャムは独自に開発したソリューションBXPを使ってスマートフォン、スマートパッドなどデバイス向けの電子書籍を制作・配信する事業を行い、購入記録や読んでいるページ、しおり、下線、メモ、図書ノートなどの保管と同期するクラウドサービスが開発・運用している電子書籍会社。

## 沿革
- 2011.01．アップブックソリューションBXP開発
- 2011.03．株式会社ブックジャム設立
- 2011.06．ソウル国際図書展出展(アップブック単独招請展示)
- 2011.11．「黙って政治」アプリ売り上げ1億ウォン達成
- 2012.02．“オープンブックス”の「世界文学全集」アプリ売り上げ100万ドル達成
- 2012.05．“BonAngels”のベンチャーパートナ投資誘致
- 2012.08．第19回北京国際図書展出展
- 2013.07.　第17回東京 e-BookEXPO出展
- 2013.07.　“ALTOS Ventures”140万ドル投資誘致[1]
- 2014.02．全てのデバイスと同期できるクラウドサービス提供計画発表[2]
- 2014.03. 日本リイド社のアプリ「風雲児たち」日本内向け配信開始[3]
- 2014.04．The London Book FAIR出展

## 受賞歴
- 2011.12.　韓国電子出版協会 革新賞 受賞[4]
- 2013.09．韓国優秀電子ブックスアワード最優秀賞受賞「土地」[5]
- 2013.09．韓国優秀電子ブックスアワード奨励賞受賞「食客」[6]

## 製品及びサービス
1．ボックスアプリ
：シリーズの商品、もしくは類似商品（ひとつのテーマ)に束ねて構成。
2．マーケットアプリ
：カテゴリ構成を支援してテーマ別に構成してアプリの中に多数のカテゴリ/テーマを適用した形で、様々な商品を入れられるマーケットが構成できて多量の商品の管理に利便性を持っている。
3．BXP
：レイアウトと動画、音楽、地図、ソーシャルメディアに連動させるマルチメディア機能と自動イメージ圧縮機能などにより様々なディスプレイに最適化された高解像度イメージ、多様な言語にも対応するブックジャム独自に開発した電子書籍制作ツール。BXP機能説明映像　http://vimeo.com/91901060

4. クラウドサービス
：クラウドは何時、どこでも一回購入したコンテンツは再購入することなく全てのデバイスから利用でき、読んでいる本、下線、メーモ、しおりなど個人記録を簡単に管理できるという機能を持っている。